# William Allen (velejador)
William Charles "Bill" Allen (Minneapolis, 20 de novembro de 1947) é um velejador estadunidense, campeão olímpico. Ele competiu nos Jogos Olímpicos de Verão de 1972 na classe Soling e conquistou a medalha de ouro, ao lado de Buddy Melges e William Bentsen.
Em 1970, Allen conquistou o título do campeonato dos EUA na classe de barcos E-Scow e dois anos depois no Finn. Allen se formou no Colorado College em 1971 em administração de empresas.